# Субаху
Суба́ху (санскр. सुबाहु) — герой древнеиндийского эпоса «Рамаяна». Ракшаса, сын демоницы Татаки.
Описывается, что вместе со своей матерью, Субаху развлекался, принося всяческие беспокойства обитавшим в лесу мудрецам-отшельникам, в особенности Вишвамитре. Субаху и Татака прерывали проведение ведийских жертвоприношений, оскверняя местность всяческими способами. В конце концов Вишвамитра был вынужден обратиться за помощью к царю Айодхьи Дашаратхе, который послал на помощь мудрецу своих двух сыновей — Раму и Лакшману — наказав им всячески защищать Вишвамитру. Когда Субаху и Татака снова попытались осквернить яджну, поливая всю округу потоками крови, Рама застрелил их из своего лука.